# Cantharellus
Cantharellus (gr. diminutiu de kántharos, copa) és un gènere de bolets de l'ordre dels cantarel·lals (Cantharellales). Inclou diverses espècies comestibles ben conegudes com el rossinyol. Són fongs micorrízics que estan en relació de simbiosi amb arbres. S'ha de tenir la precaució de no confondre'ls amb els bolets similars del gènere Omphalotus (Omphalotus olearius i d'altres), que són tòxics.
Moltes espècies de rossinyols contenen carotenoides antioxidants com és el beta carotè en Cantharellus cibarius i Cantharellus minor, i canthaxantina en Cantharellus cinnabarinus i Cantharellus friesii. També tenen quantitats significatives de vitamina D.

## Etimologia
El nom del gènere prové del grec kantharos que significa "copa", "gerra" o "tassa".

## Taxonomia
El gènere Cantharellus és gran i amb història complexa. Index Fungorum dona uns 500 noms científics aplicats a aquest gènere, però els noms vàlids són uns 100. A més de sinònims, moltes espècies del gènere s'han traslladat a altres gèneres com Arrhenia, Craterellus, Gomphus, Hygrophoropsis i Pseudocraterellus. Això que segueix és només algunes espècies dins el gènere Chantarellus:
- C. afrocibarius – Àfrica[5]
- C. altipes — sud-est U.S.A.[6]
- C. amethysteus — Europa
- C. appalachiensis — Amèrica i Xina[7]
- C. aurantioconspicuus — Brasil[8]
- C. californicus —
- C. cascadensis —
- C. cibarius — El rossinyol, una variant de C. cibarius, té le peu més gruixut i un gust més fort.[9]
- C. cinereus —
- C. cinnabarinus
- C. concinnus — Austràlia
- C. flavus - U.S.A.[10]
- C. formosus — de Califòrnia i Oregon (el seu bolet estatal)
- C. friesii —
- C. gracilis – Àfrica
- C. humidicolus – Àfrica
- C. lateritius —
- C. lewisii — U.S.A.[6]
- C. lilacinus – Austràlia
- C. luteopunctatus – Africa
- C. minor
- C. miomboensis – Africa
- C. pallens
- C. persicinus —
- C. phasmatis - rossinyol fantasma, U.S.A.[10]
- C. pleurotoides — Guyana[11]
- C. pseudoformosus — a deodar cedar a Índia[12]

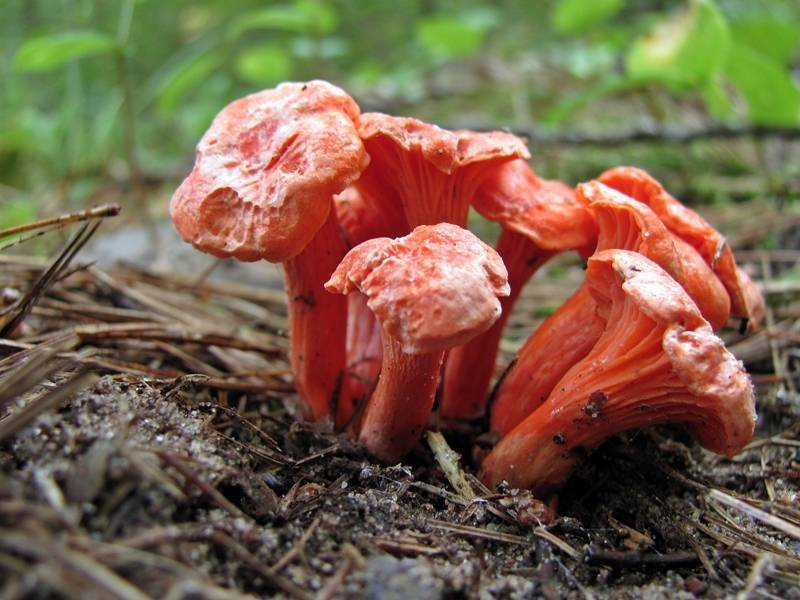
C. cinnabarinus

- C. quercophilus — U.S.A.[13]
- C. roseocanusC. cinnabarinus
- C. spectaculus - U.S.A.[10]
- C. subalbidus — Blanc, Amèrica.[14]
- C. tabernensis — U.S.A.[15]
- C. subpruinosus – Europa
- C. tanzanicus – Africa
- C. tenuithrix — U.S.A.[6]
- C. texensis — U.S.A.[16]
- C. vaginatus — Xina[7]
- C. zangii — Xina[17]

## Distribució
Cantharellus té una distribució cosmopolita.

## Ecologia
Estan associats amb coníferes o arbres de fusta dura. A Escòcia es troben amb Betula pendula i Pinus sylvestris, a Fife són comuns sota els faigs. Sovint (però no sempre) es troben en els mateixos llocs amb els nabius (Vaccinium). A la península Ibèrica estan associats amb castanyers (Castanea sativa). S'acostumen a trobar, segons els llocs, des de juliol fins a la tardor.

## Ús culinari
Els rossinyols es mengen amb ous, curri, pollastre, porc, peix i vedella. També s'incorporen dalt de la pizza i fins i tot en crêpes entre d'altres.
Són característics de la gastronomia de Viena.